# Dealu Mare (okręg Vâlcea)
Dealu Mare – wieś w Rumunii, w okręgu Vâlcea, w gminie Gușoeni. W 2011 roku liczyła 85 mieszkańców.